# 가쿠미하마촌
가쿠미하마촌(角海浜村)은 니가타현 니시칸바라군에 설치되었던 촌이다.